# Writers' room
Une writers' room (littéralement une salle des écrivains en français) est le lieu où se réunissent des scénaristes, de cinéma ou plus généralement de séries télévisées, pour écrire et amender leurs scénarios. 